# 威廉·维特捷夫特
威廉·卡洛维奇·维特捷夫特（俄语：Вильгельм Карлович Витгефт），又译维特格夫特、菲特格夫特，俄罗斯帝国海军军人。其最主要的事迹是在日俄战争中，短暂指挥太平洋舰队（后称第一太平洋舰队）旅顺分舰队，在黄海海战中战死。

## 简历

### 日俄战争前
维特捷夫特出身于俄罗斯帝国敖德薩一个德裔家庭。1868年维特捷夫特从海上士官生军团毕业，并参加飞剪式帆船弗萨德尼克号的环球航行。回到俄国后，1870年受准尉衔，1873年晋升为尉官。
1875-1878年，维特捷夫特参加了专门的进修，研习海军炮术和水雷战术。此后其于波羅的海艦隊多艘军舰的不同岗位上服役。
1885年，晋升为二等海军校官（海军中校），指挥炮舰格罗匝号（俄语：Гроза）。其后担任海军技术委员会检查员、水雷检查长助理，负责测试各种水雷。
1892年，任鱼雷巡洋舰沃耶沃达号（俄语：Воевода）舰长。
1894年，晋升为一等海军校官（海军上校），任胡蜂号（俄语：Наездник (клипер, 1878)）舰长。
1895年，任波罗的海舰队驱逐舰战队司令。后到遠東赴任，任装甲巡洋舰迪米特里·顿斯柯伊号舰长。
1898年，任俄国最新下水的战列舰奥斯利雅维亚号舰长。
1899年11月7日（俄历10月26日），升任海军少将。
1900年，因参与镇压义和团有功，受勋一等带剑圣斯坦尼斯瓦夫勋章；同年也获日本授勋勳二等旭日重光章。此后直到1903年，任关东州总督兼太平洋舰队司令叶夫根尼·伊万诺维奇·阿列克塞耶夫海军上将的首席参谋。

### 日俄战争

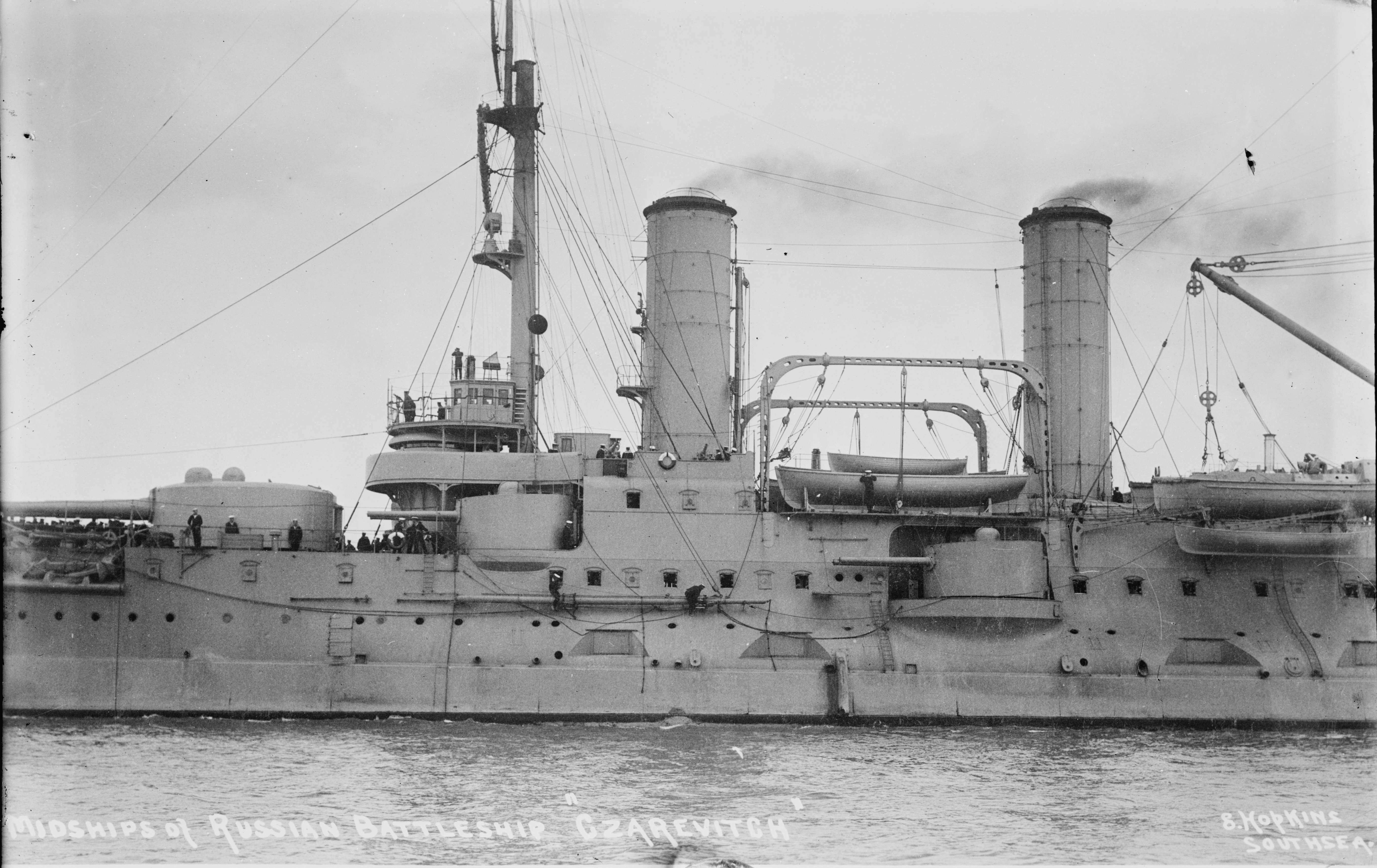
皇太子号战列舰，黄海海战时俄军突围舰队的旗舰

1904年，日俄战争爆发，维特捷夫特担任俄国在远东的海军司令部负责人。斯捷潘·馬卡羅夫战死后，维特捷夫特受命临时指挥太平洋舰队（后改称第一太平洋舰队）旅顺分舰队。由于旅顺分舰队一直遭到日军的封锁，困在旅顺港（俄方称亚瑟港）内，6月23日，维特捷夫特曾试图指挥舰队突围前往符拉迪沃斯托克（中文旧称海参崴），然而在与日军的封锁舰队短暂接触后，俄军舰队返回了旅顺港内，第一次突围行动失败。
8月7日，日本陆军在占领了旅顺城外的青山和狼山阵地后，开始动用280毫米重型攻城炮对港内进行炮击。一枚炮弹碎片击中维特捷夫特，使其腿部受伤。
面对第一太平洋舰队旅顺分舰队的困境，维特捷夫特的上司阿列克塞耶夫认为当务之急是让舰队尽快出航，打破封锁，与符拉迪沃斯托克分舰队会合，以加强实力，抗衡日本联合舰队。然而维特捷夫特反对这种冒险的行动方案，认为应该让旅顺分舰队成为“存在的舰队”，只需要蹲守在旅顺港内即可；同时他还下令拆除部分舰载武器，用作地面防御。虽然维特捷夫特的行动缺乏积极主动性，然而他的做法其实与俄国高层的想法一致，即在旅顺港内继续坚守，直到救援的第二太平洋舰队（从波罗的海舰队抽调舰艇组成）到达。
然而阿列克塞耶夫极力向圣彼得堡陈情，并成功争取到了尼古拉二世的首肯。俄国中央向维特捷夫特发去以皇帝的名义起草的文书，要求其尽快行动，否则可能要将其送上军事法庭。维特捷夫特只好同意立即准备出港前往符拉迪沃斯托克。
1904年8月10日，维特捷夫特在战列舰皇太子号上升起将旗，06：15舰队开始依次出港。俄军的突围队伍中，包括了战列舰6艘：皇太子号、列特维赞号、胜利号、佩列斯韦特号、塞瓦斯托波尔号和波尔塔瓦号；防护巡洋舰4艘阿斯科利德号、帕拉达号、狄安娜号和诺维克号；以及驱逐舰14艘。
当天12:00 ，双方舰队发生接触，由于维特捷夫特不打算与联合舰队司令长官东乡平八郎海军中将率领的日本舰队决战，而采取了避战的态度，有很长一段时间双方都是以各种舰队机动为主，没有发生很激烈的战斗。17：30，速度较快的日军终于追上了俄军，双方随之发生炮战。18：35，日军一发12英寸炮弹击中了皇太子号舰桥，将当时正在舰桥上指挥战斗的维特捷夫特以及一旁的参谋人员全数杀死。18：39，一发6英寸炮弹命中航海舰桥，造成操舵装置，皇太子号开始转圈。由于维特捷夫特没有预先安排好后备的指挥系统，加上旗舰皇太子号错误地偏航，导致俄军舰列大乱。在混乱中大部分俄军舰艇撤回了旅顺港。
黄海海战虽然俄军保住了大部分舰艇，但旅顺分舰队依然没能突破封锁与符拉迪沃斯托克舰队会合。而受伤的皇太子号和3艘驱逐舰逃到了胶州，并由当地德国官员解除了武装。

## 荣勋
俄国：
- 1893年  二等圣安妮勋章（英语：Order of Saint Anna）
- 1893年  四等圣弗拉基米尔勋章（英语：Order of Saint Vladimir）
- 1898年  三等圣弗拉基米尔勋章（英语：Order of Saint Vladimir）
- 1900年  一等带剑圣斯坦尼斯瓦夫勋章（英语：Order of Saint Stanislaus）

外国：
- 1896年 希腊  三等救世主勋章
- 1900年 日本  勳二等旭日重光章
- 1900年 德国 一等带剑加星王冠勋章（英语：Order of the Crown (Prussia)）